# КВО!
„КВО!“ е хардкор пънк група от Крагуевац, която се характеризира със специфичен пост пънк звук от китари и текстове на песни със социални теми.
Тя е сред най-старите пънк банди на бивша Югославия. Групата е сформирана през януари 1982 г., и още от 1980-те години се изявява на сцената в Крагуевац.
Най-дългогодишният ритъм китарист на групата е Александър Войнович.